# Air Europa Express (1996)
Air Europa Express war eine spanische Billigfluggesellschaft mit Sitz in Llucmajor auf Mallorca und Basis auf dem Flughafen Palma de Mallorca. Sie war ein Tochterunternehmen der Air Europa.

## Geschichte
Air Europa Express wurde 1996 gegründet, um regionale Flüge mit Turboprop-Flugzeugen durchzuführen. Die Fluggesellschaft hatte eine ähnliche Bemalung wie die Muttergesellschaft Air Europa, nur dass der Rumpf mit der Aufschrift „Express“ versehen wurde.
Im Oktober 2001 wurde der Betrieb aufgrund geringer Nachfrage und wirtschaftlicher Probleme sowie der Nachwirkungen der Terroranschläge am 11. September 2001 eingestellt und 330 Mitarbeiter entlassen.
Seit Januar 2016 betreibt die 2015 von Air Europa erworbene Fluggesellschaft Aeronova Flüge unter der Marke Air Europa Express.

## Flotte
Die Flotte der Air Europa Express bestand aus 17 BAe ATP. In der Zeit von Juni 1998 bis Dezember 1998 betrieb Air Europa Express auch eine Boeing 737-300.